# Oemofa
Oemofa is een bestuurslaag in het regentschap Kupang van de provincie Oost-Nusa Tenggara, Indonesië. Oemofa telt 2180 inwoners (volkstelling 2010).